# LEDA 212515

LEDA 212515는 물고기자리로 약 2억 4,000만 광년 떨어진 상호작용은하이다. NGC 105와 상호 작용 중이다. 1884년 에드워드 스테판이 NGC 105와 함께 발견하였다.